# ミッド・ウェスト・ハイアワサ

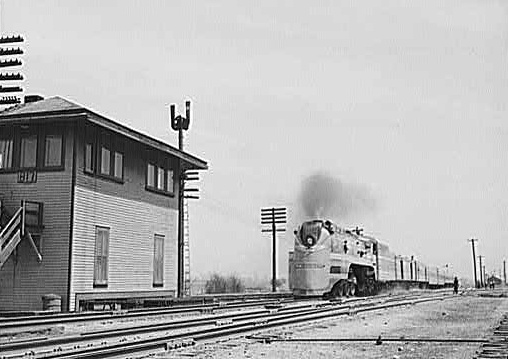
ミッド・ウェスト・ハイアワサ 1943年

ミッド・ウェスト・ハイアワサ (Midwest Hiawatha) は、ミルウォーキー鉄道（Chicago, Milwaukee, St. Paul and Pacific Railroad、略称：CMSP&P RR）が運行した旅客列車。

## 概要
ミッド・ウェスト・ハイアワサ(Midwest Hiawatha)は、1940年から1956年にかけてイリノイ州シカゴから、中西部のネブラスカ州オマハとサウスダコタ州スーフォールズを結び運行された、昼行の旅客列車。
1955年、ユニオン・パシフィック鉄道(Union Pacific Railroad)との提携により、シカゴ・オマハ間を同社の大陸横断列車が通過。チャレンジャー(Challenger)と運行統合され廃止された。
同区間を運行した夜行列車にアロー(Arrow)があった。

## 歴史

### 年表
- 1940年: シカゴ・オマハ間運行開始
- 1955年: チャレンジャー(Challenger)と運行統合
- 1956年: シティ・オブ・ロサンゼルス(City of Los Angeles)とチャレンジャー(Challenger)の運行統合に伴い運行停止

### 1952年1月2日の編成（シカゴ発オマハ行き・シカゴ出発時）
| 使用車両     | 車両愛称・形式      | 車種                                   |
| ------------ | ------------------- | -------------------------------------- |
| CMStP＆P18A  | E7Aディーゼル機関車 | ディーゼル機関車                       |
| CMStP＆P17B  | E7Aディーゼル機関車 | ディーゼル機関車                       |
| CMStP＆P1331 |                     | バゲージ(荷物車)                       |
| CMStP＆P1220 |                     | バゲージ・メール(荷物・郵便車)         |
| CMStP＆P541  |                     | コーチ(座席車)                         |
| CMStP＆P484  |                     | コーチ(座席車)                         |
| CMStP＆P170  |                     | ダイニング・ラウンジ(食堂・ラウンジ車) |
| CMStP＆P440  |                     | コーチ(座席車)                         |
| CMStP＆P485  |                     | コーチ(座席車)                         |
| CMStP＆P     | MILLER              | パーラー・オブザベーション             |